# YVR・エアポート駅

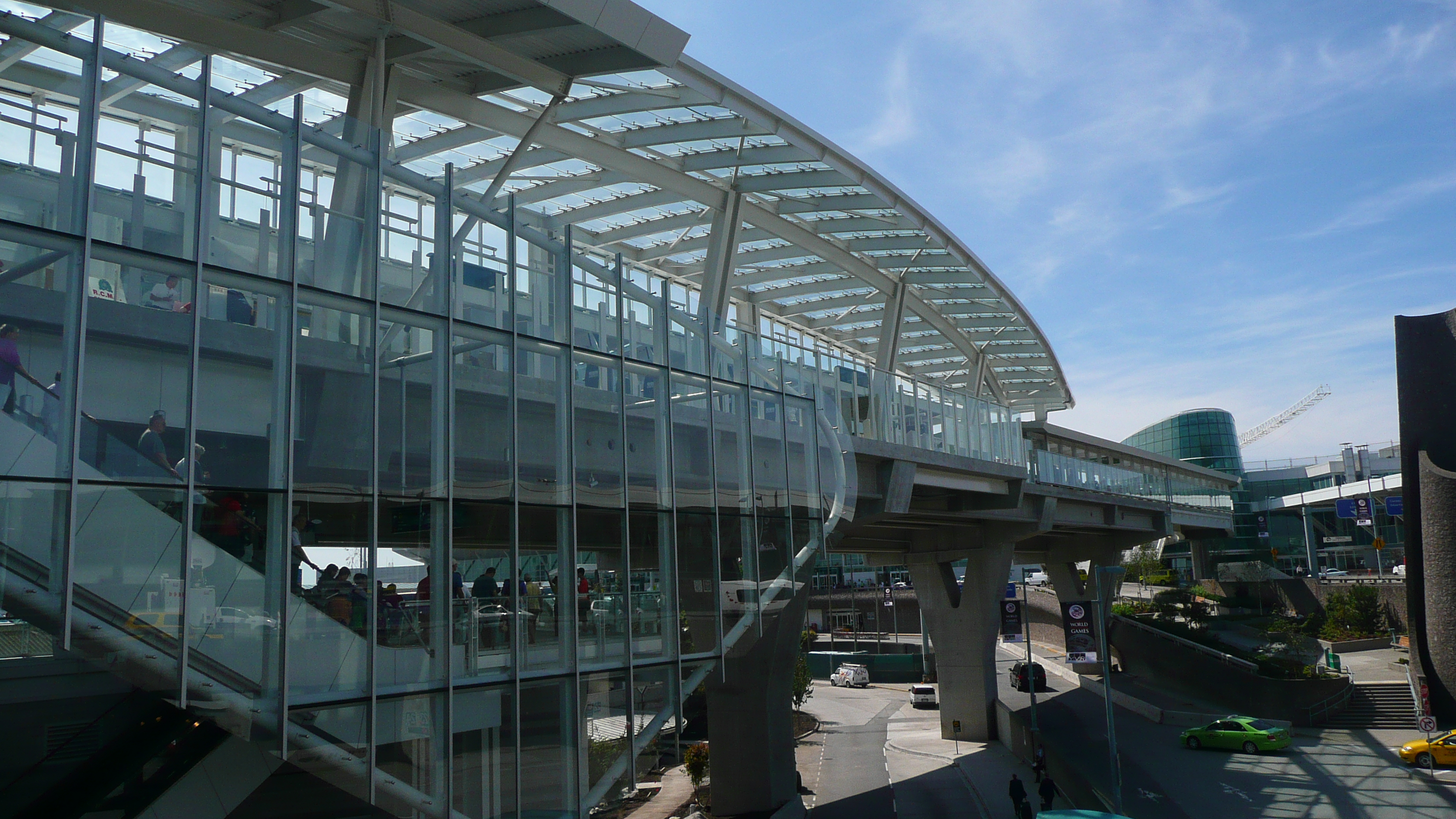
YVR・エアポート駅

YVR・エアポート駅（英: YVR–Airport Station）は、カナダのブリティッシュコロンビア州・リッチモンドにある、スカイトレインカナダ・ラインの駅である。また、カナダ・ラインの終点である。
YVRは、バンクーバー国際空港の空港コードであり、当駅はメインターミナルと直結している。

## 歴史
- 2009年8月17日：カナダ・ラインの駅として開業[1]。
- 2016年1月 - ICカード「コンパスカード」の利用が可能となる[2]。

## 駅構造
| ホーム | 路線          | 行先                     |
| ------ | ------------- | ------------------------ |
| 上り   | ■カナダライン | ウォーターフロント駅方面 |

## 路線
施設
- バンクーバー国際空港

バス路線

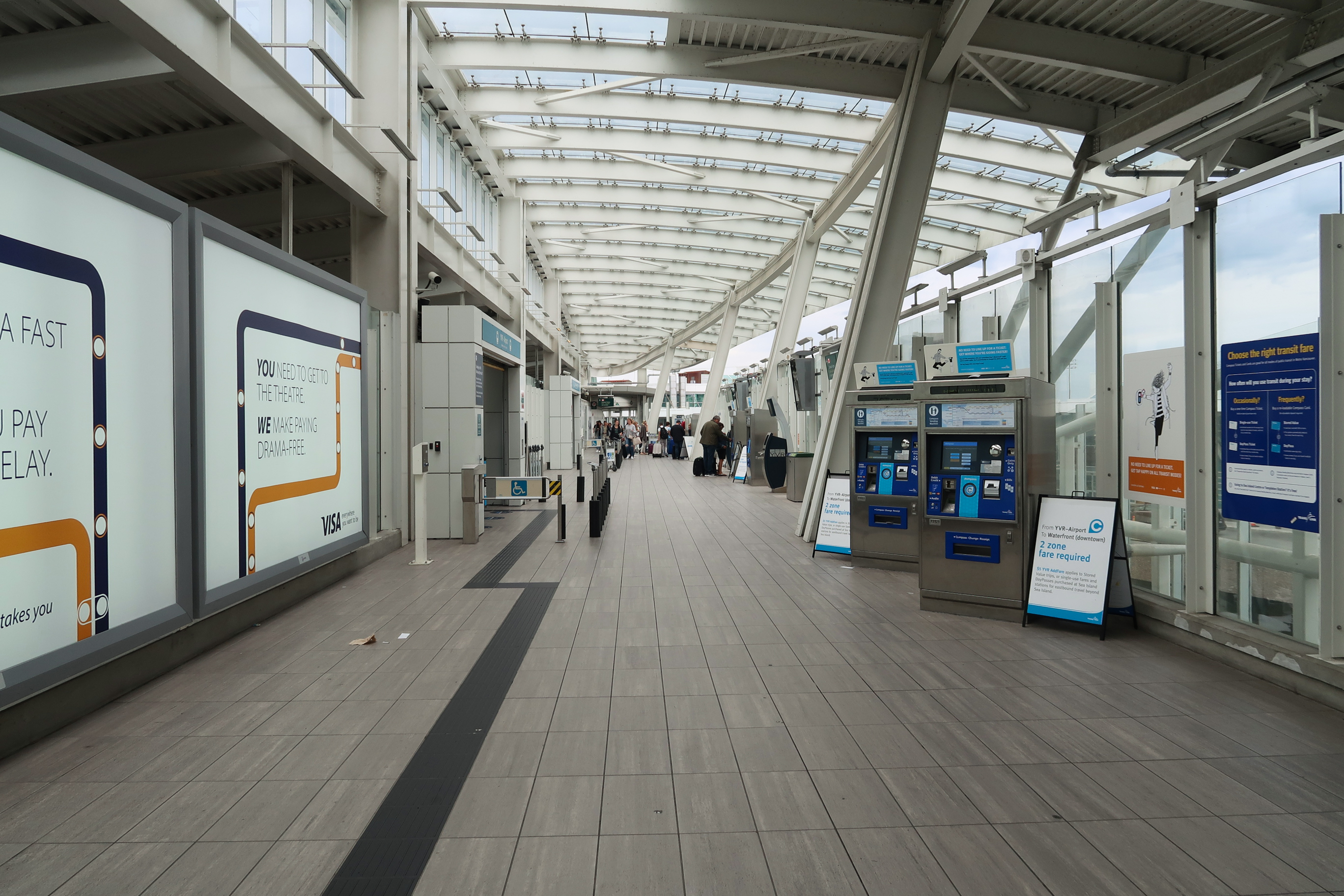
コンコース

スカイトレインが運行しない深夜には夜行バスN10系統が運行している。
| バス停 | 路線                                                                      |
| ------ | ------------------------------------------------------------------------- |
| 60436  | N10 系統 - ダウンタウン（夜行バス） N10 系統 - ブリグハウス駅（夜行バス） |

## 隣の駅
■カナダライン・YVRエアポート駅支線
シーアイランドセンター駅 - YVR・エアポート駅